# محطة قطار لينكولن سنترال
محطة قطار لينكولن سينترال (بالإنجليزية: Lincoln railway station)‏‏ هي محطة قطار في لنكولن في المملكة المتحدة، تُشغلها قطارات إيست ميدلاند. افتُتحت هذه المحطة في 17 أكتوبر 1848، ويبلغ عدد مسارات أرصفتها 5.